# Fudbalski Klub Borac Banja Luka
El Fudbalski klub Borac Banja Luka (en serbio: Фудбалски клуб Бopaц Бања Лука) es un club de fútbol bosnio de la ciudad de Bania Luka. Fue fundado el 4 de julio de 1926, es el principal club de fútbol de la República Srpska y juega en la Premijer Liga. El club logró tiene dos títulos de liga siendo su primer título de liga en 2011 y y cuenta, además, en su palmarés con una Copa de Yugoslavia, una Copa de Bosnia y una Copa Mitropa.

## Historia
El Fudbalski Klub Borac fue fundado el 4 de julio de 1926. Originalmente fue nombrado Radnicki Sportski klub Borac (en español: Club Deportivo Obrero Borac) por un grupo de aficionados al fútbol como Veselin Masleša, Rudolf "Rudi" Hiter, Savo Novaković, Mustafa Softić o Nikola Kuković. El primer éxito del club en este primer período se produjo en 1928 cuando ganó un torneo de Sarajevo.

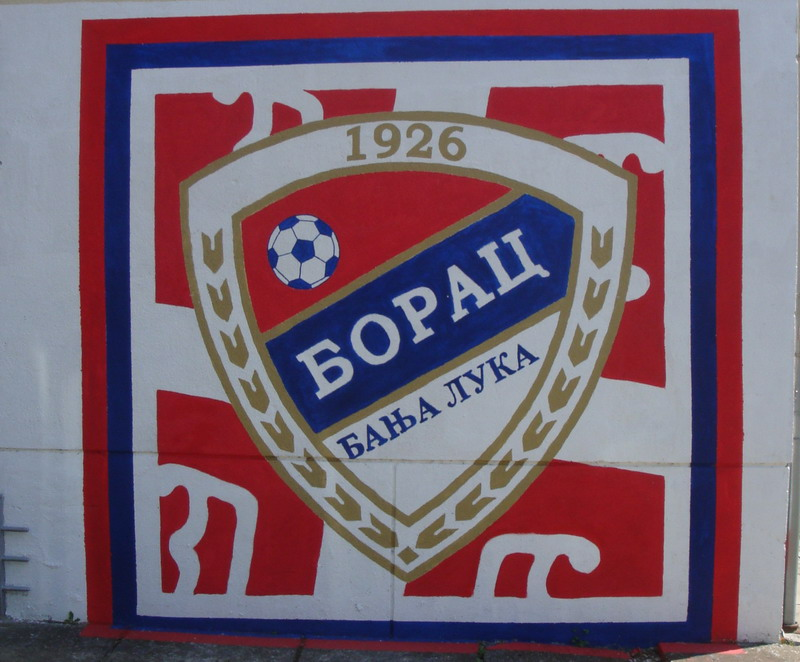
Escudo del club pintado en los alrededores del Gradski stadion de Banja Luka.

Borac pasó a llamarse Fudbalski klub Borac (Club de Fútbol Borac, F. K. Borac) en 1945. Jugó dos años en la Tercera Liga Yugoslava antes de ascender a la Segunda Liga en 1953.
El club ganó el ascenso a la Primera Liga Yugoslava en la temporada 1961-62, pero volvió a descender al final de la misma. El club tuvo que esperar casi una década para regresar a la máxima categoría, en 1970-71, y la permanencia en primera división fue mayor en esta ocasión, cuando se mantuvo cuatro temporadas consecutivas. La temporada 1974-75 la pasaron en segunda, donde el club logró un rápido ascenso, lo que marcó el inicio de un nuevo período de cinco años en primera división que se prolongó hasta 1980. A partir de ese momento llegó un periodo de crisis deportiva marcada por las siguientes nueve temporadas en segunda división. Entre 1989 y 1992 el club logró jugar en la Primera Liga, cuyo mejor puesto fue en la temporada 1990-91, cuando terminó en cuarto lugar.

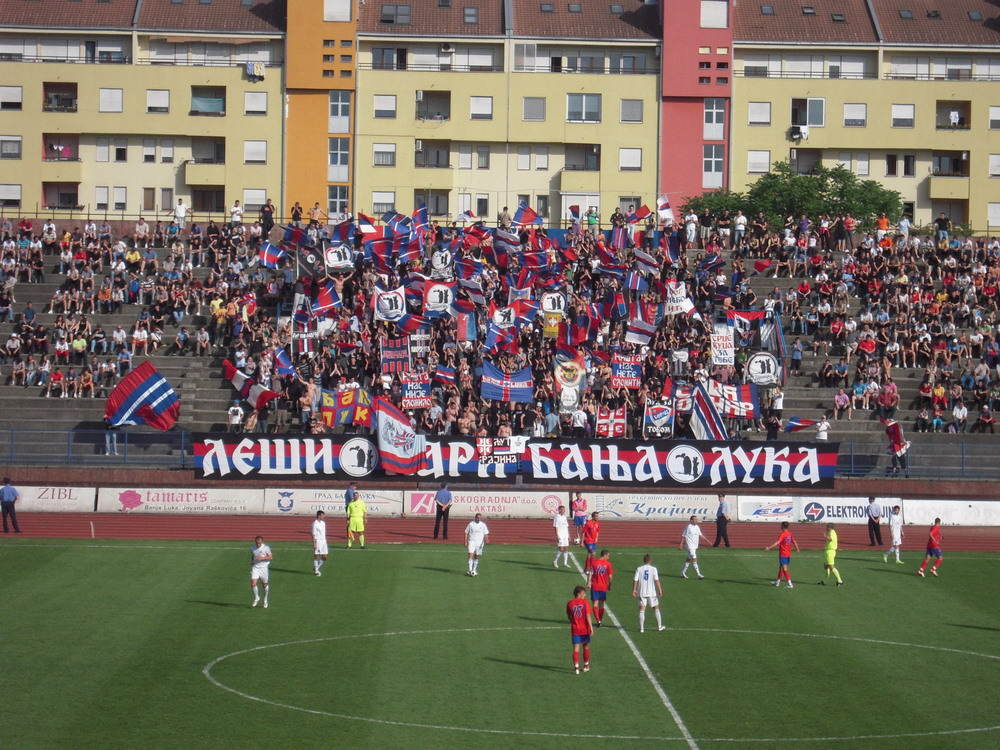
Los Lešinari (buitres), los aficionados más radicales del Borac.

El FK Borac fue el subcampeón en la Copa de Yugoslavia en 1974 y campeón en 1988 al vencer en la final al Estrella Roja de Robert Prosinečki. El club también ganó la Copa Mitropa en 1992, que fue la última edición del torneo, y ha jugado un total de ocho partidos en competiciones de la UEFA. Siete jugadores del Borac participaron en el equipo nacional yugoslavo de fútbol y su estadio, el Gradski stadion, con capacidad para 7.238 espectadores, fue anfitrión de cinco partidos internacionales.
El Borac Banja Luka, en los últimos tiempos tuvo un gran éxito al ganar tres títulos de la Primera Liga de la República Srpska, la primera en 2000-01, la segunda en 2005-06 y la tercera en 2007-08. En 2010 ganó su primera Copa de Bosnia al vencer a doble partido al Željezničar por la regla de goles anotados fuera de casa tras el 3-3 global. Además, en esa misma temporada 2009–10 logró su mejor puesto hasta ese momento, cuando acabó en tercera posición.
En 2010-11 realizó la mejor temporada de su historia al proclamarse por primera vez campeón de liga tras superar ampliamente a los grandes clubes capitalinos del FK Sarajevo y Željezničar. El equipo participó en la Liga de Campeones 2011-12, pero fue eliminado en la segunda ronda por el Maccabi Haifa FC con un resultado global de 7–4. En Israel el Borac perdió 5-1 pese a que se adelantó en el mercador por medio de Boris Raspudić, autor del primer gol del club en la historia de la competición. En el partido de vuelta en el Gradski stadion de Banja Luka, el Borac logró un insuficiente 3-2 con dos goles de Branislav Krunić y Nemanja Vidaković.

## Estadio

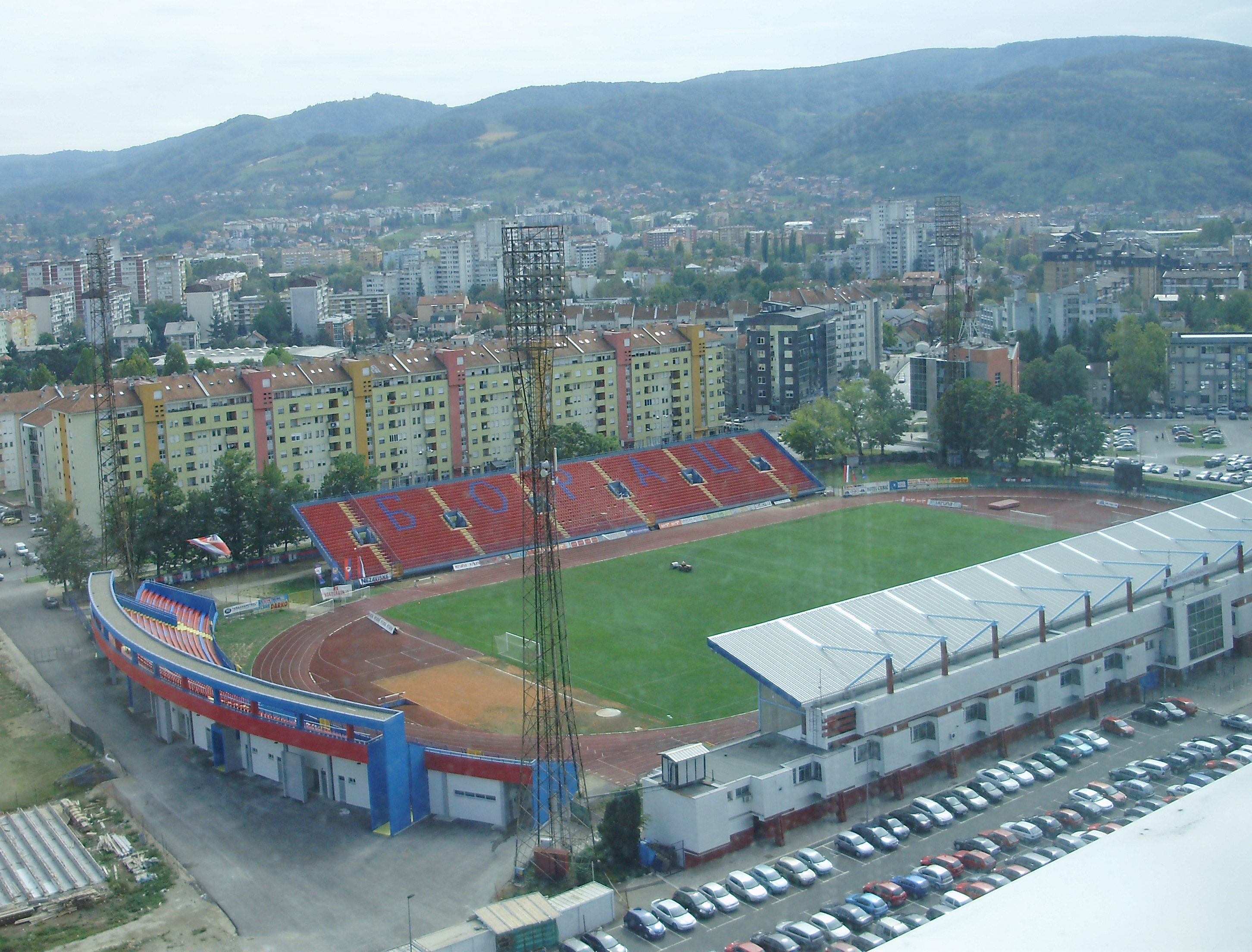
Gradski stadion de Banja Luka.

El estadio del Borac Banja Luka es el Gradski stadion ("estadio municipal"), que cuenta con 9.730 localidades y es uno de los más modernos del país. El estadio fue construido en 1937 como una donación de Bogoljub Kujundžić. Desde entonces, el estadio ha sido sometido a varias ampliaciones y reconstrucciones en 1973, 1981, 2010 y 2012.
En 2010, el estadio fue reconstruido por completo. Se instalaron nuevos asientos de plástico en las tribunas este y oeste, los vestuarios fueron renovados, se construyó una sala VIP y otra para los medios de comunicación, nueva iluminación, sistemas de sonido y video vigilancia, mientras que la sala de trofeos y de los técnicos fueron renovados.
En 2012 se construyó la nueva tribuna norte, con una capacidad de 2.492 espectadores, lo que aumentó la capacidad total del estadio finalmente a 9.730 plazas. De acuerdo con los planes recientes, la tribuna este será cubierta en el techo en los próximos años y se procederá a la construcción de la grada sur, lo que aumentaría la capacidad total de aproximadamente 13.000 asientos.

## Jugadores

### Jugadores destacados
- Branislav Krunić
- Vladan Grujić
- Darko Maletić
- Bojan Puzigaća
- Vule Trivunović
- Ognjen Vranješ
- Stojan Vranješ
- Rade Veljović
- Petar Ađanski
- Dževad Agić
- Zlatan Arnautović
- Mensur Bajagilović
- Zdravko Barišić
- Zoran Batrović
- Pašo Bećirbašić
- Suad Beširević
- Franko Bogdan
- Drago Bogojević
- Berislav Buković
- Zeljko Buvač
- Miloš Cetina
- Slaviša Čula
- Vladimir Ćulafić
- Mersud Demirović
- Fuad Đulić
- Miodrag Đurđević
- Husnija Fazlić
- Nenad Gavrilović
- Dragan Gugleta
- Muhamed Ibrahimbegović
- Anto Jakovljević
- Marjan Jantoljak
- Husein "Tutek" Jašarević
- Emir Jusić
- Slobodan Karalić
- Adem Kasumović
- Mladen Klobučar
- Tomislav Knez
- Mirko Kokotović
- Esad Komić
- Vlado Kotur
- Abid Kovačević
- Dževad Kreso
- Hikmet Kušmić
- Nenad Lazić
- Zvonko Lipovac
- Senad Lupić
- Stojan Malbašić
- Dragan Marjanović
- Božur Matejić
- Ivan Mrsić
- Josip Pelc
- Duško Radaković
- Izet Redžepagić
- Mirsad Sejdić
- Izudin Smailagić
- Zoran Smilevski
- Velimir Sombolac
- Momčilo-Bobi Spasojević
- Damir Špica
- Borče Sredojević
- Dragoslav Sredojević
- Suad Švraka
- Mile Tomljenović
- Zvonko Vidačak
- Milan Vukelja

## Entrenadores
- Gojko Zec (1972)
- Miljenko Mihić (1975)
- Zoran Smileski (1984–1985)
- Zoran Smileski (1987–1988)
- Husnija Fazlić (1988)
- Josip Kuže (1988)
- Zoran Smileski (1990–1992)
- Slobodan Karalić (2002)
- Nikola Rakojević (2003)
- Borče Sredojević (2003)
- Dragan Vukša (2004)
- Mihajlo Bošnjak (2006)
- Slavoljub Stojanović (2006)
- Ilija Miljuš (2006)
- Stanislav Karasi (2006–2007)
- Milomir Odović (2008)
- Velimir Stojnić (2009–2010)
- Zoran Marić (2010)
- Vlado Jagodić (2010–2011)
- Zvjezdan Cvetković (2011)
- Velimir Stojnić (2011–2012)
- Slaviša Božičić (2012)
- Slobodan Starčević (2012–2013)
- Dragan Jović (2013–2014)
- Vinko Marinović (2014–marzo de 2015)
- Vlado Jagodić (marzo de 2015 – agosto de 2015)
- Petar Kurćubić (septiembre de 2015 – octubre de 2015)
- Željko Vranješ (octubre de 2015 – diciembre de 2015)
- Aleksandar Janjić (enero de 2016 – marzo de 2016)
- Borče Sredojević (marzo de 2016 – mayo de 2016)
- Zoran Dragišić (mayo de 2016 – agosto de 2016)
- Vlado Jagodić (agosto de 2016 – octubre de 2016)
- Vule Trivunović (octubre de 2016 – mayo de 2017)
- Marko Tešić (interino) (mayo de 2017 – junio de 2017)
- Željko Vranješ (junio de 2017 – agosto de 2017)
- Zoran Milinković (agosto de 2017 – noviembre de 2017)
- Igor Janković (interino) (noviembre de 2017 – enero de 2018)
- Igor Janković (enero de 2018 – marzo de 2018)
- Marko Maksimović (interino) (marzo de 2018)
- Darko Vojvodić (marzo de 2018 – junio de 2019)
- Branislav Krunić (junio de 2019 – marzo de 2020)
- Vlado Jagodić (marzo de 2020 – diciembre de 2020)
- Marko Maksimović (diciembre de 2020 – julio de 2021)
- Zoran Milinković (julio de 2021 – agosto de 2021)
- Nemanja Miljanović (agosto de 2021 – abril de 2022)
- Tomislav Ivković (abril de 2022 – junio de 2022)
- Nenad Lalatović (julio de 2022 – agosto de 2022)
- Vinko Marinović (agosto de 2022 – presente)

## Palmarés

### Torneos nacionales
- Premijer Liga (2): 2010-11, 2023-24.
- Primera Liga de la República Srpska (5): 2000-01, 2005-06, 2007-08, 2016-17, 2018-19.
- Copa de Yugoslavia (1): 1987-88.
- Copa de Bosnia y Herzegovina (1): 2009-10.
- Copa de la República Srpska (5): 1994-95, 1995-96, 2008-09, 2010-11, 2011-12.

### Torneos internacionales amistosos
- Copa Mitropa (1): 1992.

## Participación en competiciones de la UEFA
| Competicion UEFA | Competicion UEFA           | Competicion UEFA | Competicion UEFA   | Competicion UEFA | Competicion UEFA | Competicion UEFA |
| Temporada        | Torneo                     | Ronda            | Club               | Casa             | Visita           |                  |
| ---------------- | -------------------------- | ---------------- | ------------------ | ---------------- | ---------------- | ---------------- |
| 1975–76          | Recopa de Europa de fútbol | 1                | Rumelange          | 9–0              | 5–1              |                  |
| 1975–76          | Recopa de Europa de fútbol | 2                | Anderlecht         | 1–0              | 0–3              |                  |
| 1988–89          | Recopa de Europa de fútbol | 1                | Metalist Járkov    | 2–0              | 0–4              |                  |
| 1992             | Copa Mitropa               | Semifinal        | Foggia             | 2-2 (4-2 pen.)   |                  |                  |
| 1992             | Copa Mitropa               | Final            | BVSC               | 1-1 (5-3 pen.)   |                  |                  |
| 2010–11          | UEFA Europa League         | Clasificatoria 2 | Lausanne-Sport     | 1–1              | 0–1              |                  |
| 2011–12          | UEFA Champions League      | Clasificatoria 2 | Maccabi Haifa      | 3–2              | 1–5              |                  |
| 2012–13          | UEFA Europa League         | Clasificatoria 1 | Čelik Nikšić       | 2–2              | 1–1              |                  |
| 2020–21          | UEFA Europa League         | Clasificatoria 1 | Sutjeska           | 1–0              | –                |                  |
| 2020–21          | UEFA Europa League         | Clasificatoria 2 | Rio Ave            | 0–2              | –                |                  |
| 2021–22          | UEFA Champions League      | Clasificatoria 1 | CFR Cluj           | 2–1              | 1–3              |                  |
| 2021–22          | Europa Conference League   | Clasificatoria 2 | Linfield           | 0–0              | 0–4              |                  |
| 2022–23          | Europa Conference League   | Clasificatoria 1 | B36                | 2-0              | 1-3 (3-4 p)      |                  |
| 2023-24          | Europa Conference League   | Clasificatoria 2 | Austria Viena      | 1-2              | 0-1              |                  |
| 2024-25          | UEFA Champions League      | Clasificatoria 1 | KS Egnatia         | 1-0              | 1-2 (4-1 pen.)   |                  |
| 2024-25          | UEFA Champions League      | Clasificatoria 2 | PAOK Salónica      | 0-1              | 2-3              |                  |
| 2024-25          | UEFA Europa League         | Clasificatoria 3 | KÍ Klaksvik        | 3-1              | 1-2              |                  |
| 2024-25          | UEFA Europa League         | Play-off         | Ferencvárosi TC    | 1-1 (2-3 pen.)   | 0-0              |                  |
| 2024-25          | Europa Conference League   | Fase Liga        | Panathinaikos FC   | 1-1              |                  |                  |
| 2024-25          | Europa Conference League   | Fase Liga        | APOEL Nicosia      |                  | 1-0              |                  |
| 2024-25          | Europa Conference League   | Fase Liga        | Víkingur           |                  | 0-2              |                  |
| 2024-25          | Europa Conference League   | Fase Liga        | LASK               | 2-1              |                  |                  |
| 2024-25          | Europa Conference League   | Fase Liga        | Shamrock Rovers FC |                  | 0-3              |                  |
| 2024-25          | Europa Conference League   | Fase Liga        | AC Omonia          | 0-0              |                  |                  |
| 2024-25          | Europa Conference League   | KPO              | Olimpija Ljubljana | 1-0              | 0-0              |                  |
| 2024-25          | Europa Conference League   | R16              | Austria Viena      | 1-1              | 1-2 (t.e.)       |                  |
| 2025-26          | UEFA Conference League     | Clasificatoria 1 | FC Santa Coloma    | 1-4              | 2-0              |                  |